# دنيس ليمان
دنيس ليمان (بالإنجليزية: Dennis Leman)‏ هو لاعب كرة قدم بريطاني في مركز الوسط، ولد في 1 ديسمبر 1954 في نيوكاسل أبون تاين في المملكة المتحدة. لعب مع سكونثورب يونايتد وشيفيلد وينزداي ومانشستر سيتي ونادي بيرتن ألبيون ونادي ريكسهام.